# Nelson, Lancashire
Nelson este un orășel cu ca. 29.000 loc. care este alplasat în Lancashire în Anglia de nord-vest. Orașul este situat la 45 km nord de Manchester. Nelson a luat naștere prin unirea satelor Little Marsden și Great Marsden.